# Eurytoma polygraphi
Eurytoma polygraphi är en stekelart som först beskrevs av William Harris Ashmead 1894.  Eurytoma polygraphi ingår i släktet Eurytoma och familjen kragglanssteklar. Arten är reproducerande i Sverige. Inga underarter finns listade i Catalogue of Life.